# 瀋吉高速道路
瀋吉高速道路（しんきちこうそくどうろ、中国語: 沈吉高速公路）は中国の東北部、遼寧省の省都・瀋陽（旧名：奉天）から吉林省吉林市への高速道路である。道路番号はG1212で、G12琿烏高速道路の支線扱い。2011年9月30日に全通し、総距離は372キロメートルである。
瀋陽では瀋陽環状高速道路に接続し、そこを出てすぐ撫順市で瀋陽市の大環状線・遼中環状高速道路（2018年に全通）と交差して、吉林では吉林環状高速道路（吉林绕城高速公路、2013年完成）に接続する。

## 参照項目
- 中国の高速道路